# لبنان جانکشن (کنتاکی)
لبنان جانکشن (به انگلیسی: Lebanon Junction) شهری در ایالت کنتاکی کشور ایالات متحده آمریکا است که جمعیت آن در سرشماری سال ۲۰۱۰ میلادی، ۱٬۸۱۳ نفر بوده‌است.